# Venaticosuchus
Venaticosuchus (лат.) — род вымерших пресмыкающихся из семейства орнитозухид (Ornithosuchidae), живших во времена триасового периода (карнийский век) на территории современной Аргентины. Включает единственный типовой вид — Venaticosuchus rusconii.
В 1970 году Шарль Люсьен Бонапарт описал новые вид и род на основе голотипа PVL 2578 — неполного черепа и челюсти (а также утраченных впоследствии частей передних конечностей и остеодермы), найденных в карнийском горизонте формации Ишигуаласто в бассейне Ишигуаласто-Вилья-Унион на северо-западе Аргентины. У Venaticosuchus есть множество особенностей, присутствующих и у двух других родов орнитозухид: Ornithosuchus и Riojasuchus, однако у него также есть несколько уникальных черт в нижней челюсти.
Реконструкция мускулатуры челюсти Venaticosuchus показала, что у неё был медленный, но сильный укус, похожий на таковой у травоядных этозавров, таких как десматозух. Venaticosuchus и другие орнитозухиды были, вероятно, специализированными падальщиками, из-за комбинации особенностей, показывающих, что они были плотоядными, но плохо приспособленными для охоты на живую добычу.